# Línea C-10 (Cercanías Madrid)
La línea C-10 de Cercanías Madrid recorre 67 km a lo largo de la Comunidad de Madrid entre las estaciones de Chamartín y Villalba pasando por las estaciones de Atocha y Príncipe Pío. En su recorrido atraviesa los municipios de Madrid, Pozuelo de Alarcón, Majadahonda, Las Rozas de Madrid, Torrelodones, Galapagar y Collado Villalba.

## Historia

### Antigua C-10
Al crearse la red de Cercanías Madrid, esta línea circulaba entre Norte y Pinar por el tramo que formó parte de la línea Madrid-Irún hasta la apertura de la estación de Chamartín con el siguiente recorrido:
Esta línea desapareció en 1989 tras la apertura del bypass de Pinar de las Rozas y la clausura del apeadero de El Plantío-Majadahonda, al tiempo que se creaba la C-7.

### Nueva C-10
Al reformarse el Pasillo Verde Ferroviario a principios de los años 90 reapareció la línea tras la puesta en servicio del tramo renovado entre Atocha-Cercanías y Príncipe Pío el 30 de junio de 1996.
La línea empezó como Chamartín - Atocha-Cercanías - Príncipe Pío - Villalba hasta que en 2001 con la apertura del ramal a Alcobendas y San Sebastián de los Reyes se prolongó la línea a Tres Cantos los días laborables para compensar la pérdida de frecuencia entre Cantoblanco Universidad y Tres Cantos.
El 9 de julio de 2008 cambió el recorrido al norte dejando de circular por la línea de ferrocarril directo Madrid-Burgos para hacerlo por la General del Norte hasta Pitis, por lo que aumentan las frecuencias de paso de los trenes entre Chamartín y Pitis.
El 24 de marzo de 2011 se volvió a cambiar su recorrido, para finalizar en Fuente de la Mora junto a la C-7,  quedando el recorrido como Fuente de la Mora - Chamartín - Atocha-Cercanías - Príncipe Pío - Villalba.
En 2017 su recorrido se extendió temporalmente hasta la estación de Aeropuerto T4 (con parada intermedia en Valdebebas) para reforzar el servicio al Aeropuerto de Madrid-Barajas durante el cierre de la línea 8 de metro. Finalizadas las obras, este servicio se estableció con carácter definitivo.
Desde el 6 de julio de 2024 se están realizando obras en la estación de Chamartín-Clara Campoamor, por lo que los trenes finalizan recorrido en esta estación y tienen que efectuar transbordo a trenes lanzadera los viajeros con destino Fuente de la Mora, Valdebebas y Aeropuerto T4. Los trenes de la línea C-1 también se ven afectados por estas obras. Este cambio se hizo definitivo el 15 de diciembre de 2024, con un aumento de frecuencia de la misma línea entre Chamartín-Clara Campoamor y Las Rozas para compensar la eliminación del tramo entre Chamartín-Clara Campoamor y Príncipe Pío de la línea C-1.
Del 10 al 13 de octubre de 2024, por obras en el tramo Pozuelo - Atocha, permanecieron cerradas las estaciones de este tramo, por lo que los trenes finalizaban recorrido en Pozuelo, encargándose la línea C-1 del servicio entre Atocha - Chamartín y de la lanzadera al Aeropuerto T4. Desde Aravaca y El Barrial-Centro Comercial Pozuelo existían servicios especiales (líneas SE863 y SE864) de la EMT que conectaban Príncipe Pío con estas dos estaciones.
Del 28 de febrero al 3 de marzo de 2025, por obras en el tramo Pinar de las Rozas - Príncipe Pío, la línea se vio afectada junto con la línea C-7, desviando su recorrido por la estación de Pitis y llegando a Príncipe Pío desde el norte de Madrid. Se ofreció un servicio sustitutivo de autobús entre las estaciones de Pinar de las Rozas y Príncipe Pío además de un servicio especial de autobús entre Príncipe Pío y Aravaca.

## Recorrido
La línea C-10 comienza su recorrido en la estación de Chamartín.
Saliendo de Chamartín recorre las estaciones de la zona 0 de transportes de Cercanías Madrid: el túnel de Recoletos y el renovado Pasillo Verde Ferroviario hasta la estación de Príncipe Pío.
La línea discurre entonces paralela al Paseo de la Florida y la Avenida de Valladolid, atraviesa el Puente de los Franceses y se sitúa paralela a la M-500. Cruza por debajo de la M-503 y se interna en el barrio de Aravaca. Tras parar en la estación de Aravaca, donde tiene correspondencia con la Línea ML2 de Metro Ligero, la línea abandona el término municipal de Madrid y se adentra en Pozuelo de Alarcón, donde tiene una estación.
Saliendo del casco urbano de Pozuelo de Alarcón, la línea entra de nuevo en el término municipal de Madrid, en el barrio de El Plantío, donde efectúa parada en la estación de El Barrial-Centro Comercial Pozuelo, cercana al centro comercial homónimo.
Paralela a la Avenida de la Victoria, la línea se adentra en Majadahonda, donde tiene una estación elevada en puente sobre la Carretera del Plantío, avenida de entrada al centro de la ciudad.
Sale de Majadahonda y cruza bajo la A-6 adentrándose en Las Rozas de Madrid, donde tiene una primera estación junto a la A-6 muy cercana al centro urbano. En esta estación la C-7 se separa de la C-10.
Después de pasar por una zona de bypass ferroviario la línea C-10 llega al barrio del Pinar de las Rozas, donde tiene otra estación, Pinar, situada junto al centro comercial de dicho barrio y próxima a talleres de clasificación de Talgo. En esta estación se une a la línea C-8.
A continuación la línea discurre paralela a la A-6 hasta el barrio de Las Matas, donde se encuentra la última estación de Las Rozas de Madrid, la estación de Las Matas. Saliendo de esta estación cruza bajo la A-6 y sale del término municipal.
Tras eso la línea entra en Torrelodones, donde tiene una estación en la colonia de la estación de dicho municipio, situada al suroeste del casco urbano.
La siguiente estación, Galapagar-La Navata, está en el término municipal de Galapagar, en el barrio de La Navata, varios kilómetros al norte del casco urbano.
Finalmente llega a la estación de Villalba en Collado Villalba. En esta estación paran algunos trenes de largo recorrido y regionales.

## Estaciones
| Estación                            | Acc. | Enlaces                                        | Apertura                | Distrito                  | Municipio           | Notas                               |
| ----------------------------------- | ---- | ---------------------------------------------- | ----------------------- | ------------------------- | ------------------- | ----------------------------------- |
| Chamartín-Clara Campoamor           |      | AVE, Larga Distancia y Media Distancia (Renfe) | 18 de julio de 1967     | Chamartín                 | Madrid              |                                     |
| Nuevos Ministerios                  |      |                                                | 18 de julio de 1967     | Chamartín Chamberí Tetuán | Madrid              |                                     |
| Recoletos                           |      |                                                | 18 de julio de 1967     | Centro Salamanca          | Madrid              | Inaugurada como Calvo Sotelo (1967) |
| Atocha                              |      | AVE, Larga Distancia y Media Distancia (Renfe) | 27 de julio de 1988     | Centro Retiro Arganzuela  | Madrid              |                                     |
| Méndez Álvaro                       |      |                                                | 30 de junio de 1996     | Arganzuela                | Madrid              |                                     |
| Delicias                            |      |                                                | 30 de junio de 1996     | Arganzuela                | Madrid              |                                     |
| Pirámides                           |      |                                                | 30 de junio de 1996     | Arganzuela                | Madrid              |                                     |
| Príncipe Pío                        |      |                                                | 9 de agosto de 1861     | Moncloa-Aravaca Centro    | Madrid              | Anteriormente Norte (1861-1994)     |
| Aravaca                             |      |                                                | 9 de agosto de 1861     | Moncloa-Aravaca           | Madrid              |                                     |
| Pozuelo                             |      |                                                | 9 de agosto de 1861     | Cascos Urbanos            | Pozuelo de Alarcón  |                                     |
| El Barrial-Centro Comercial Pozuelo |      |                                                | 23 de diciembre de 1994 | Moncloa-Aravaca           | Madrid              |                                     |
| Majadahonda                         |      |                                                | 1989                    | Majadahonda               | Majadahonda         |                                     |
| Las Rozas                           |      |                                                | 9 de agosto de 1861     | Centro                    | Las Rozas de Madrid |                                     |
| Pinar                               |      |                                                | 25 de mayo de 1964      |                           | Las Rozas de Madrid |                                     |
| Las Matas                           |      |                                                | 9 de agosto de 1861     |                           | Las Rozas de Madrid |                                     |
| Torrelodones                        |      |                                                | 1864                    | Torrelodones              | Torrelodones        |                                     |
| Galapagar-La Navata                 |      |                                                | 9 de agosto de 1861     | Galapagar                 | Galapagar           |                                     |
| Villalba                            |      |                                                | 9 de agosto de 1861     | Collado Villalba          | Collado Villalba    |                                     |

## Frecuencias
La frecuencia de la línea es de 15 minutos en el tramo Chamartín-Las Rozas y de 30 minutos en el tramo Las Rozas-Villalba, aunque al coincidir con otras en la mayor parte de su recorrido los trenes pasan más a menudo siendo en hora valle las frecuencias las siguientes:
- Menos de 5 min en el túnel de la risa (coincidente con las líneas C-2, C-7 y C-8).
- 15 min en el tramo Atocha-Las Rozas (coincidente con la C-7 entre Príncipe Pío y Las Rozas).
- 15 min en el tramo Pinar-Villalba (coincidente con la C-8).

### Servicios CIVIS
Los días laborables en hora punta circulan algunos trenes semidirectos entre El Escorial y Chamartín con parada en Las Zorreras, San Yago, Villalba, Pinar, Las Rozas, Pozuelo y Aravaca y todas las estaciones de la zona 0. En el sentido inverso, los trenes no llegan hasta El Escorial, sino que finalizan su recorrido en Villalba. Suelen ser trenes civis aunque también de la serie 446 e incluso de la serie 450 (dos pisos) aunque menos frecuentemente.

## Material móvil
En esta línea circulan unidades autopropulsadas eléctricas de las series 446, 450, y Civias 465.

## Futuro
En 2020 el Ministerio de Transportes licitó la redacción del estudio de viabilidad de una ampliación de la red de Cercanías a Boadilla del Monte, que podría usar esta línea y/o la C-7.